# 治癒
治癒（英語：Cure）是指終止病況（Medical condition）的物質或程序，例如藥物、外科手術、生活方式改變、或有助於終結痛苦的哲學思維方式；或是指治療中或已康復的狀態。病況可以是疾病、精神疾患、身心障礙、或僅是被人們認為不利社交的狀況，如脫髮或缺乏乳房組織。
不可治癒（英語：Incurable）表示該疾病總是存在復發的機會，無論該疾病已經緩解多久。不可治癒的疾病可能是也可能不是絕症；相反的，可治癒的疾病仍可能導致病患死亡。
病患接受特定治療後治癒的比率，稱為治癒率（英語：Cure fraction），
計算方式為接受治療的病患存活率與從未患病的對照組進行比較。
治癒率或「治癒時間」的另一種取得方式是計算病患族群與一般族群的風險比。
治癒的固有概念是永久地終止該特定疾病。當一個人患有普通感冒然後康復時，可以說已經治癒，即使未來可能罹患另一次感冒。相反地，已經成功處理諸如糖尿病之類疾病的人，並不能說是治癒，雖然該病暫時不會產生任何不適症狀，但實際上並沒有永久地消除它。

## 統計模型
諸如癌症等複雜疾病，研究人員依靠病患與健康對照組的存活率進行統計比較。這種邏輯嚴格的方法若推算得無限期緩解，實質上即等於治癒。通常採用Kaplan-Meier估算法進行比較。

## 例子
治癒可採用天然抗生素（用於細菌感染）、合成抗生素（例如磺胺類藥物或氟喹諾酮類藥物）、抗病毒藥物（用於極少數病毒感染）、抗真菌藥、抗毒素、維生素、基因治療、手術、化學治療、放射治療等等方式。儘管已開發出許多治療方法，但不可治癒疾病列表仍然很長。

### 1700年代
詹姆斯·林德發表《壞血病專論》（英語：A Treatise on the Scurvy）表示幾次劑量的維生素C（比如取自萊姆）可以治癒並且預防壞血病。

### 1890年代
埃米爾·阿道夫·馮·貝林及其同事從1890年開始生產白喉和破傷風的抗毒素。醫學期刊《刺胳針》認為使用白喉抗毒素治療白喉是「19世紀在急性傳染病醫學中最重要的進展」。

### 1930年代
磺胺類藥物開始廣泛用於治癒細菌感染。

### 1940年代
隨著各種抗生素的發展，細菌感染變得容易治癒。

### 1950年代
1956年唐納爾·湯瑪斯進行了第一例骨髓移植後，白血病以及如鐮刀型紅血球疾病等其他血球疾病變得可以治癒。

### 2010年代
開始可以利用抗病毒藥來治癒C型肝炎。
X性聯嚴重複合免疫缺乏症，也稱為泡泡男孩病，開始能利用基因治療治癒[16]。